# Norman Earl Thagard
Norman Earl Thagard Dr. (Marianna, Florida, 1943. július 3. –) amerikai űrhajós.

## Életpálya
1966-ban végzett a Floridai Állami Egyetemen, ahol 1966-ban villamosmérnök doktorátust szerzett. 1967-től haditengerészeti pilóta, Vietnámban 163 bevetésen vett részt. Az VMFA-333, VMFA-115 valamint az VMFA-251 repülőgéptípusokon szolgált. Több mint 2200 órát töltött a levegőben. Orvosi tanulmányokat levelező szakon folytatva 1977-ben vizsgázott a Texasi Egyetem Oktató Kórházában.
1978. január 16-tól részesült űrhajóskiképzésben. Öt űrszolgálat alatt összesen 140 napot, 13 órát és 24 percet töltött a világűrben. Űrhajós pályafutását 1996. január 3-án fejezte be. A Floridai Egyetem professzora.

## Űrrepülések
- STS–7 a Challenger űrrepülőgép második repülése, küldetés specialista. Összesen 6 napot, 2 órát és 23 percet töltött a világűrben. Kettő műholdat telepítettek: a kanadai (ANIK C-2) és az indonéziai (Palapa B1). Az űreszközöket a beépített kanadai Remote manipulátor rendszer (RMS) segítségével emelték ki a raktérből. Működtették az első amerikai /német hordozható anyagtudomány laboratóriumot (OSTA-2). Vizsgálatot végeztek a folyamatos elektroforézis rendszer (CFES) alkalmazásával. Elvégezték a monodiszperz Latex reaktorra (MLR) meghatározott kísérleteket. Dr. Thagard különböző orvosi vizsgálatok végzett, az adatok összefüggően tartalmazta az űrhajósok fiziológiai változásait.
- STS–51–B a Challenger űrrepülőgép hetedik repülése, küldetés specialista. Összesen 7 napot, 0 órát és 8 percet töltött a világűrben. Feladat volt  a NUSAT műhold telepítése, több állatkísérletet végeztek (24 patkány és két mókus majom) . Geofizikai és orvosbiológiai kísérleteket végeztek. Magokat tettek ki sugárterhelésnek.
- STS–30 az Atlantis űrrepülőgép negyedik repülése, küldetés specialista. Összesen 4 napot, 0 órát és 56 percet töltött a világűrben. A program részeként telepítették a Vénusz-kutatást segítő  első planetáris szondát, a Magellant. A Vénuszhoz érve speciális radarberendezésével térképezte a felszínt. Különféle folyadékokkal végeztek kutatást, tanulmányozták a földi viharok jelnségét.
- STS–42 a Discovery űrrepülőgép 14. repülésén küldetés specialistája. A Spacelab mikrogravitációs laboratórium tudományos munkatársa. Második űrszolgálata alatt összesen 8 napot, 1 órát, 14 percet és 44 másodpercet (193 óra) töltött a világűrben. 4 701 140 kilométert (2 921 150 mérföldet) repült, 129 alkalommal kerülte meg a Földet. 55 tudományos kísérletet végeztek a repülés időtartamában.
- Szojuz TM–21 kutatóűrhajósa. Az első amerikai űrhajós, aki egy Szojuz űrhajó fedélzetén indult hosszú távú szolgálatra a Mir-űrállomás fedélzetére.  Összesen 115 napot, 8 órát és 43 percet töltött a világűrben. Űrtartózkodása alatt 28 típusú kísérletet végzett. Leszálláskor az STS–71 az Atlantis űrrepülőgép fedélzetén tért vissza a Földre.